# Burg Hohenfels (Sipplingen)
Die Ruine Hohenfels, auch Alt-Hohenfels genannt, ist die Ruine einer Spornburg über der Gemeinde Sipplingen im Bodenseekreis in Baden-Württemberg.

## Geographische Lage
Die Burg liegt auf einer Spornkuppe bei 598 m ü. NN unterhalb des Haldenhofes, der 1441 erstmals erwähnte Wirtschaftshof für die Burg Hohenfels, nordwestlich von Sipplingen.

## Geschichte
Alt-Hohenfels wurde um 1150 bis 1190 von den Herren von Hohenfels, die vermutlich Ministeriale der Bischöfe von Konstanz waren, erbaut. Sie übten die Niedergerichtsbarkeit über Sipplingen aus. Im Jahr 1191 erfolgte die erste urkundliche Erwähnung eines Konstanzer Domherren Burkhard von Hohenfels. Nach dem Minnesänger Burkart von Hohenfels ist die mehrere 100 Jahre alte und als Naturdenkmal eingetragene „Burkhartslinde“ sowie die beim Höhengasthof Haldenhof eingerichtete Minnesängerstube benannt. 1292 teilte sich die Familie und eine Linie wurde auf einer neuen Burg namens Neu-Hohenfels sesshaft. Nach dem Aussterben der verbliebenen Familie kam die Herrschaft an dessen Schwager Wolf von Jungingen, dessen Familie ebenfalls ausstarb. Es folgten 1437 die Herren von Landenberg. 1479 erwarb das Spital zu Überlingen Burg und Herrschaft, bestehend aus einigen Dörfern und vor allem den Sipplinger Weinbergen. Nach 1641 ist die Burg nach Zerstörung verfallen.

## Beschreibung
Von der ehemaligen Burganlage, die an der höchsten Stelle über einen Wohnturm auf einer Grundfläche von 9,90 mal 13,50 Meter verfügte, sind noch einige Mauerreste von Gebäuden und der Ringmauer erhalten.
Die Burgreste wurden im Frühjahr 2009 teilweise von Bäumen und Sträuchern befreit und bieten jetzt einen guten Überblick über die verbleibende Burganlage.